# إمبراطور إثيوبيا

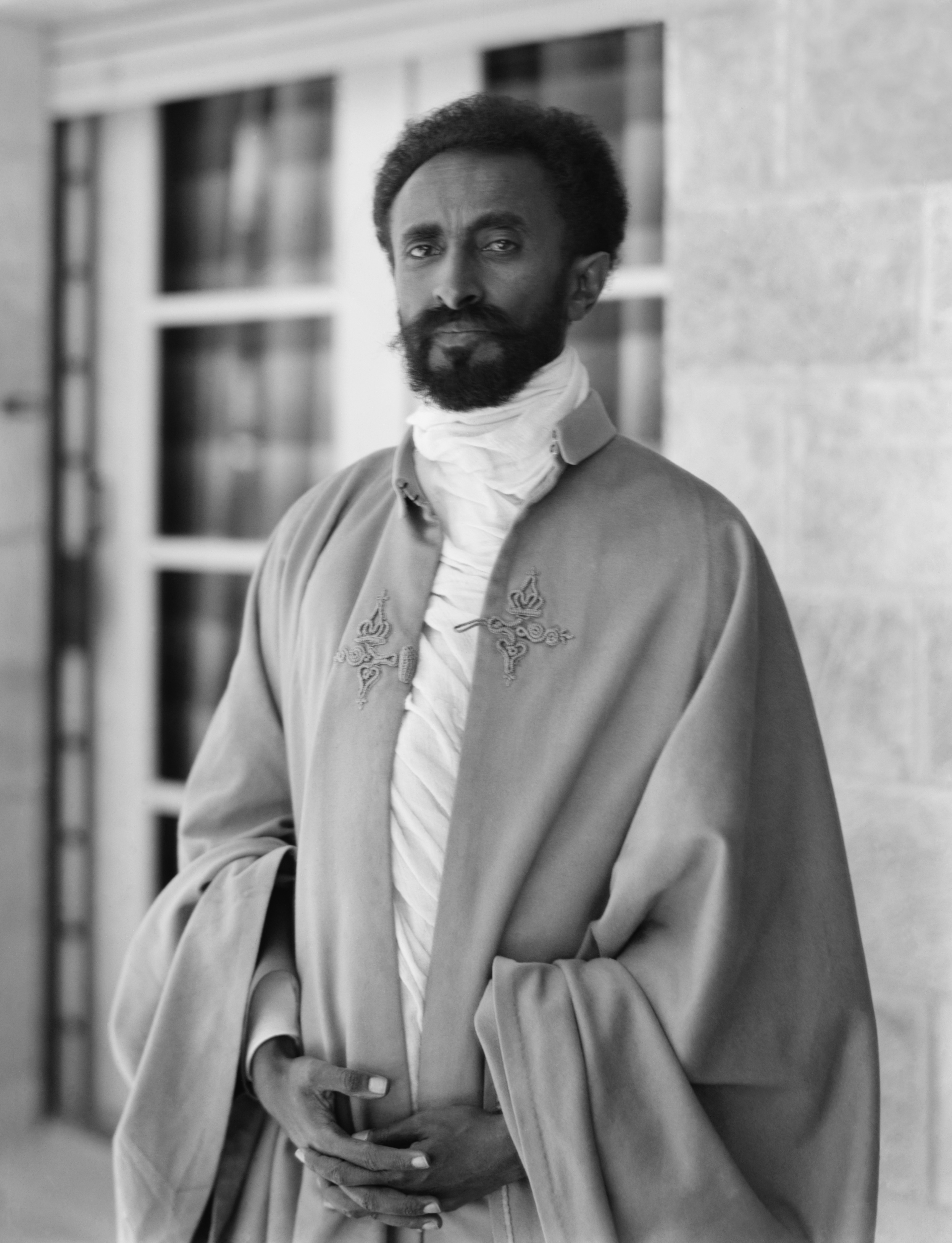
هيلا سيلاسي

إمبراطور إثيوبيا ((بالجعزية: ንጉሠ ነገሥት)‏, nəgusä nägäst, «ملك الملوك») كان الحكم وراثي في إمبراطورية إثيوبيا، حتى إلغاء النظام الملكي في عام 1975. وكان الإمبراطور هو رئيس الدولة ورئيس الحكومة مع السلطة التنفيذية والقضائية والتشريعية النهائية في ذلك البلد. وذكر مقال نشر في مجلة ناشيونال جيوغرافيك بأن إمبراطورية إثيوبيا هي «اسميا ملكية دستورية، ولكن الحكم في الواقع كان أوتوقراطيًا».